# Antonina Marishkina
Antonina Marishkina es una deportista soviética que compitió en remo. Ganó dos medallas de bronce en el Campeonato Mundial de Remo, en los años 1974 y 1975.

## Palmarés internacional
| Campeonato Mundial | Campeonato Mundial       | Campeonato Mundial | Campeonato Mundial       |
| Año                | Lugar                    | Medalla            | Prueba                   |
| ------------------ | ------------------------ | ------------------ | ------------------------ |
| 1974               | Lucerna (Suiza)          | Medalla de bronce  | Cuatro scull con timonel |
| 1975               | Nottingham (Reino Unido) | Medalla de bronce  | Cuatro scull con timonel |